# Hans Walker

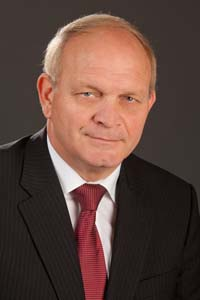
Hans Walker

Hans Walker (* 17. April 1953 in Oschersleben) ist ein deutscher Politiker (CDU) und war von 2011 bis 2018 Landrat des Landkreises Börde.

## Leben
Hans Walker besuchte die Polytechnische Oberschule und absolvierte danach eine Ausbildung zum Dreher in der VEB Pumpenfabrik oddesse in Oschersleben. Von 1971 bis 1973 absolvierte er den Grundwehrdienst bei der Nationalen Volksarmee. Er studierte Technologie des allgemeinen Maschinenbaus an der Ingenieurschule für Maschinenbau in Magdeburg und schloss sein Studium 1976 als Diplom-Ingenieur (FH) ab. Walker wurde nun als Ingenieur und später als Abteilungsleiter in der Pumpenfabrik oddesse tätig.
Im Jahr 1981 wechselte er in die staatliche Verwaltung. Dort war er vor der Wende Abteilungsleiter für Energie und Verkehr im Kreis Oschersleben. 1990 wurde er hauptamtlicher Oberkreisdirektor für die Geschäfte der laufenden Verwaltung im Landkreis Oschersleben. Neben dieser Tätigkeit absolvierte Walker berufsbegleitend eine Ausbildung für den höheren Verwaltungsdienst in Sachsen-Anhalt. Von 1991 bis zur Kreisgebietsreform am 1. Juli 1994 fungierte er als hauptamtlicher Landrat des Landkreises Oschersleben. Nach Fusion der Landkreise Wanzleben und Oschersleben zum Bördekreis war er bis 2003 als Leiter Bau und Investitionen bei der Caritas Trägergesellschaft des Bistums Magdeburg tätig und arbeitete anschließend bis 2007 als Geschäftsführer eines Beteiligungsunternehmens der Caritas Trägergesellschaft Magdeburg. Von 2007 bis 2011 war er Geschäftsführer der Bewos Wohnungsbau- und Verwaltungsgesellschaft mbH Oschersleben. 
Walker, der seit 1971 Mitglied der CDU ist, gehörte von 1994 bis 2007 dem Stadtrat von Oschersleben an. Zudem war er von 2004 bis 2007 Mitglied des Kreistages Bördekreis. Am 7. August 2011 wurde Walker in einer, durch den Wechsel des bisherigen Landrates Thomas Webel in ein Ministeramt, nötig gewordenen Stichwahl zum neuen Landrat des Landkreises Börde gewählt und setzte sich mit 58,8 % gegen seinen Kontrahenten von der SPD, Wolfgang Zahn, durch. Am 7. September 2011 trat Walker das Amt an. 
Im Oktober 2017 unterlag Walker bei der Nominierung zum CDU-Kandidaten für die kommende Landratswahl im Landkreis Börde seinem Parteikollegen Martin Stichnoth. Dieser hatte sich bereits 2011 um die der Nominierung zum CDU-Kandidaten beworben, war damals jedoch noch Walker unterlegen. Nachdem Stichnoth die Landratswahl in einer Stichwahl am 8. April für sich entscheiden konnte, schied Walker am 6. September aus dem Amt als Landrat aus.
Walker ist verheiratet und hat zwei Kinder.